# Dorfkirche Hakenberg

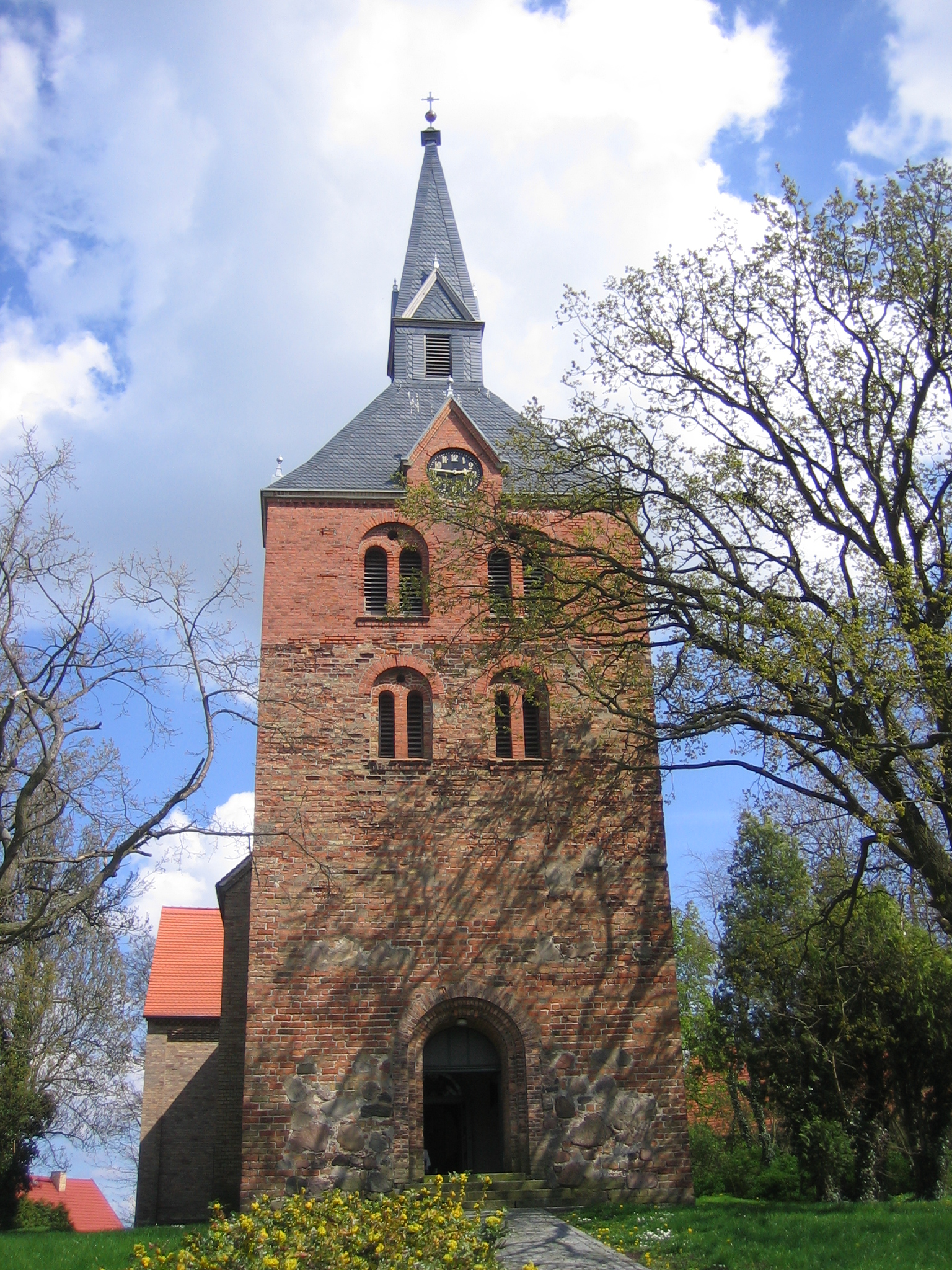
Dorfkirche Hakenberg

Die evangelische, denkmalgeschützte Dorfkirche Hakenberg steht in Hakenberg, einem Ortsteil der Gemeinde Fehrbellin im Landkreis Ostprignitz-Ruppin von Brandenburg. Die Kirche gehört zum Pfarrsprengel Linum im Kirchenkreis Nauen-Rathenow der Evangelischen Kirche Berlin-Brandenburg-schlesische Oberlausitz.

## Beschreibung
Der kreuzförmige Apsissaal wurde 1874 zur Jahresfeier der Schlacht bei Fehrbellin nach einem Entwurf von Paul Emmanuel Spieker erbaut. Der spätgotische, quadratische Kirchturm im Westen hat im unteren Bereich Anteile von Feldsteinen. Er wurde beim Neubau des Langhauses um ein Geschoss aus Backsteinen aufgestockt und mit einem schiefergedeckten Pyramidenstumpf bedeckt, aus dem sich ein quadratischer Dachreiter erhebt, auf dem ein spitzer Helm sitzt. 
Die Orgel auf der Empore im Innenraum hat zwölf Register auf zwei Manualen und Pedal und wurde 1875 von Emil Heerwagen gebaut.